# 엘도라도 (1988년 영화)
엘도라도(El Dorado)는 이탈리아에서 제작된 카를로스 사우라 감독의 1988년 영화이다. 오메론 안토누티 등이 주연으로 출연하였고 안드레스 빈센테 고메스 등이 제작에 참여하였다.

## 출연

### 주연
- 오메론 안토누티
- 유세비오 폰셀라
- 램버트 윌슨
- 가브리엘라 로엘
- 조시 산초
- 페오도르 아킨
- 파트시 비스쿠에르트

### 조연
- 이네 사스뜨레
- 구스타보 로자스
- 조시 솔라노

## 제작진
- 미술: 테리 프리처드